# Máximo Rosenstock Sube
Máximo Rosenstock Sube, (Iquique, 18 de abril de 1838 - 1 de febrero de 1917). Hijo de Teodoro Rosenstock y Mariechen Sube Wetzel, ambos inmigrantes neerlandeses. Contrajo matrimonio en 1861, con Magaly Hoffmann Gilla.
Educado en un Colegio jesuita de Antofagasta y posteriormente se dedicó al comercio y la minería. Trabajó como administrativo en algunas oficinas del salitre y luego emigró a Petorca, donde se radicó por unos años en el fundo familiar.
Miembro del Partido Conservador, fue Alcalde de la Municipalidad de Iquique (1879-1883).